# Столлінгс (Західна Вірджинія)
Столлінгс (англ. Stollings) — переписна місцевість (CDP) в США, в окрузі Лоґан штату Західна Вірджинія. Населення — 310 осіб (2020).

## Географія
Столлінгс розташований за координатами 37°50′25″ пн. ш. 81°57′30″ зх. д. / 37.84028° пн. ш. 81.95833° зх. д. (37.840300, -81.958406).  За даними Бюро перепису населення США в 2010 році переписна місцевість мала площу 1,00 км², з яких 0,93 км² — суходіл та 0,06 км² — водойми.

## Демографія
Згідно з переписом 2010 року, у переписній місцевості мешкало 316 осіб у 140 домогосподарствах у складі 83 родин. Густота населення становила 318 осіб/км².  Було 155 помешкань (156/км²).
Расовий склад населення:
| - 97,5 % — білих - 1,3 % — чорних або афроамериканців |

До двох чи більше рас належало 1,3 %. Частка іспаномовних становила 0,3 % від усіх жителів.
За віковим діапазоном населення розподілялося таким чином: 17,7 % — особи молодші 18 років, 62,7 % — особи у віці 18—64 років, 19,6 % — особи у віці 65 років та старші. Медіана віку мешканця становила 45,3 року. На 100 осіб жіночої статі у переписній місцевості припадало 96,3 чоловіків;  на 100 жінок у віці від 18 років та старших — 87,1 чоловіків також старших 18 років.
Середній дохід на одне домашнє господарство  становив 42 447 доларів США (медіана — 33 490), а середній дохід на одну сім'ю — 48 067 доларів (медіана — 55 509). Медіана доходів становила 30 341 долар для чоловіків та 36 118 доларів для жінок. За межею бідності перебувало 14,7 % осіб, у тому числі 0,0 % дітей у віці до 18 років та 50,0 % осіб у віці 65 років та старших.
Цивільне працевлаштоване населення становило 162 особи. Основні галузі зайнятості: освіта, охорона здоров'я та соціальна допомога — 27,2 %, будівництво — 11,7 %, публічна адміністрація — 8,6 %, мистецтво, розваги та відпочинок — 7,4 %.